# Pavillon de l'Est
Le pavillon de l'Est est l'un des bâtiments de l'Université Laval, à Québec.

## Description
Construit en 1940 par l'architecte Lucien Mainguy pour la Société des missions étrangères comme maison de probation pour la formation des aspirants missionnaires. Le pavillon de l'Est appartient à l'Université Laval depuis 1975.  Le pavillon héberge le Bureau de soutien à l'enseignement, les Presses de l'Université Laval (PUL) ainsi que Santé Monde.